# Rockefeller-universiteit
De Rockefeller-universiteit is een universiteit gevestigd op Manhattan in New York.
De universiteit wordt gefinancierd met privégelden.
De universiteit werd in 1901 door John D. Rockefeller opgericht als het Rockefeller Institute for Medical Research. Dit instituut was het eerste biomedische onderzoekscentrum in de Verenigde Staten.  Nog altijd is het wetenschappelijk onderzoek aan de Rockefeller-universiteit geconcentreerd op het biomedische gebied. Alleen studenten die al een academische bachelorgraad hebben worden toegelaten.
De universiteit telt 24 Nobelprijswinnaars onder zijn (ex-)medewerkers.